# アドミラル・シェーア (装甲艦)
| ジブラルタルに入港するアドミラル・シェーア | |
| 艦歴                                       | |
| 発注:                                      | |
| 起工:                                      | 1931年6月25日 |
| 進水:                                      | 1933年4月1日 |
| 就役:                                      | 1934年11月12日 |
| 退役:                                      | |
| その後:                                    | 1945年4月10日沈没 |
| 除籍:                                      | |
| 性能諸元                                   | |
| 排水量:                                    | 基準：12,100 t、 満載：16,200 t |
| 全長:                                      | 186 m (610 ft) |
| 全幅:                                      | 21.6 m (71 ft) |
| 吃水:                                      | 7.4 m (24 ft) |
| 機関:                                      | MAN社製ディーゼルエンジン 8基 2軸推進、52,050 hp (40 MW)                                                                                        |
| 最大速:                                    | 28.5ノット (53 km/h) |
| 航続距離:                                  | 20ノット時 8,900海里（37 km/h時 16,500 km） |
| 兵員:                                      | 1,150名 |
| 兵装:                                      | 28 cm（11インチ）砲 6門 15 cm（5.9インチ）砲 8門 10.5 cm（4.1インチ）砲 6門 533 mm（21インチ）魚雷発射管 8門 37 mm 機関砲 8門 20 mm 機関砲 10門 |
| 装甲:                                      | 砲塔：160 mm 舷側：80 mm 甲板：40 mm |
| 艦載機:                                    | ハインケル He 60 2機 （1939年よりアラド Ar 196）                                                                                                |

アドミラル・シェーア (Admiral Scheer) は、ドイツ海軍のドイッチュラント級装甲艦の2番艦で、竣工時は装甲艦 (Panzerschiff) であったが後に重巡洋艦 (Schwerer Kreuzer) へ類別変更された。他国では「ポケット戦艦」として紹介された。艦名は第一次世界大戦のドイツ大洋艦隊司令長官ラインハルト・シェアにちなむ。アドミラル・シェアやアドミラル・シェアーとも表記する。なお、ドイツ語の発音に従えば本来はアトミラール・シェーアと表記すべきだが、日本では英語読みのアドミラルで呼ばれるのが一般的である。
第二次世界大戦中にはテオドール・クランケ（de:Theodor Krancke (Admiral)）艦長の指揮下で通商破壊戦に従事し、最大の戦果をあげた水上艦艇であった。

## 艦歴

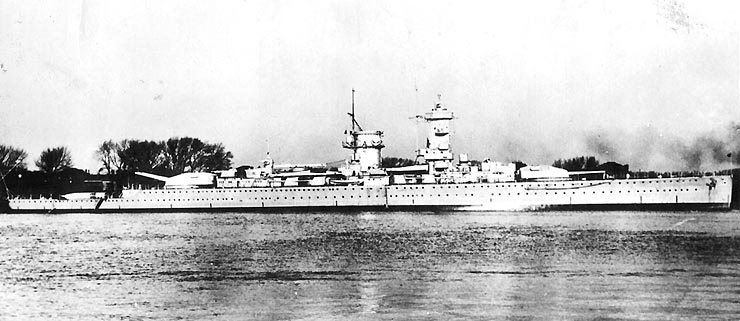
右舷から撮影された本艦。横から見ると前後幅のない艦橋形状が特徴的である。（1934年）

1931年にヴィルヘルムスハーフェンの造船所で起工された。ヴィルヘルム・マルシャルを艦長に迎え、1934年に就役した。
スペイン内戦時にスペインに在留するドイツ人を国外に避難させるため、最初の任務は1936年から始まり、1938年6月末までにシェーアは8回に渡ってスペインに派遣された。1936年7月23日にアドミラル・シェーアは姉妹艦ドイッチュラントと共にスペインへ派遣され、フランシスコ・フランコの率いる反政府軍にドイツから武器を輸送する船舶を護衛した。また、国際臨検部隊として人民戦線政府側に補給品を供給しているソ連船を調査した。第4回目の派遣時、1937年5月29日、ドイッチュラントがイビサ島沖で人民戦線政府側の航空攻撃を受けて死者31名を出した。その報復として2日後の1937年5月31日にアドミラル・シェーアは人民戦線政府側の戦艦の停泊するアルメリア港を砲撃した（アルメリア砲撃）。

### 第二次世界大戦
第二次世界大戦開戦後の1939年9月4日、アドミラル・シェーアはヴィルヘルムスハーフェンにてイギリス軍の爆撃機ブレニム5機による爆撃を受け、500ポンド爆弾3発が命中したがいずれも爆発しなかった。イギリス軍は1機を失った。続いて、第2波のブレニム5機が来襲したがドイツ軍は4機を撃墜した。ただ、そのうちの1機が軽巡洋艦エムデンに衝突し、エムデンで被害が生じた。姉妹艦が通商破壊のため出撃した頃、シェーアはオーバーホールを実施した。1940年の初期にシェーアは司令塔の改装を行い、艦種を装甲艦から重巡洋艦に変更された。1940年4月のノルウェー侵攻作戦、ヴェーザー演習作戦時には改装中であったため参加していない。
修理、改装を終えたアドミラル・シェーアはバルト海での訓練などの後、1940年10月には通商破壊戦への出撃の準備を終えた。まず補給艦ノルトマルクが10月20日に先発し、10月24日にアドミラル・シェーアもバルト海のゴーテンハーフェンを出発しブルンスビュッテルへ移動。10月27日にブルンスビュッテルを出発し、スタバンゲル経由で北上した。そして10月31日、11月1日にイギリスに発見されずにデンマーク海峡を通って大西洋に進出した。アドミラル・シェーアはまずHX船団の航路へと向かった。
11月5日、アドミラル・シェーアは搭載機が発見したHX84船団攻撃に向かった。その途中でまずイギリス船モパン（Mopan、5,389トン）を沈めた。37隻からなる船団は補助巡洋艦ジャーヴィス・ベイが護衛しており、その反撃により船団の船に逃走する時間を与えたため、アドミラル・シェーアが沈めたのはジャーヴィス・ベイの他はマイダーン（Maidan、7,908トン）、トレウェラード（Trewellard、5201トン）、カンベイン・ヘッド（Kenbane Head、5225トン）、ビーバーフォード（Beaverford、10,042トン）、フレズノ・シティ（Fresno City、4995トン）の5隻にとどまった。ジャーヴィス・ベイからの報告によりイギリス軍はアドミラル・シェーア捜索を開始し、後続のHX船団は引き返させられた。この襲撃はイギリス海軍省の方針に影響を与え、以降、大船団は戦艦に護衛された。

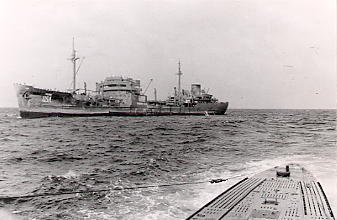
補給艦ノルトマルク。

HX84船団攻撃後アドミラル・シェーアは南下し、11月12日にタンカーEurofeldと出会い、11月16日にはノルトマルクと合流して補給を受けた。クランケはアンティル・アゾレスルートで作戦することを決めて西へ向かい、11月24日にポート・ホバート（Port Hobart、7448トン）を沈めたが、この船が発した信号により位置が露見したため別の海域へ移ることになった。東へ向かい、イギリス・ベルデ岬諸島ルートへ移ったアドミラル・シェーアは12月1日にTribesman（6242トン）を沈めたが、その船長などを乗せたボートが消え去り、彼らがすぐに救助されるとアドミラル・シェーアの位置が明らかにされることから再び西へ去ることになった。12月14日にノルトマルクと再び合流して補給を受けると、アドミラル・シェーアはベルデ岬諸島・フリータウンルートへ向かい、12月18日に冷凍肉や卵を積んだデュケサ（Duquesna、3539トン）を拿捕した。
シェーアは1940年のクリスマスを中部大西洋に位置するトリスタン・ダ・クーニャ沖数100マイルで過ごし、1941年2月からはインド洋に進出し、仮装巡洋艦アトランティスと合流している。インド洋では2隻を拿捕したが、2隻目が発した救難信号でイギリスの巡洋艦が呼び寄せられ、インド洋での最後の成果となってしまった。シェーアは包囲の輪の閉じないうちに喜望峰をまわり大西洋に逃れた。その後補給を受けたシェーアは北に向かい、3月27日にデンマーク海峡を抜けて3月30日にノルウェーのグリムスタフィヨルドに投錨。そして翌4月1日にキールに帰還した。この出撃でシェーアは6,000海里以上を航海し、ジャーヴィス・ベイと16隻の商船、合計で9万959トンを撃沈または拿捕した。
整備を終えたアドミラル・シェーアは1941年9月からバルト海艦隊に所属した。1941年9月4日、アドミラル・シェーアはシュヴィーネミュンデを出港しカテガット海峡で慣熟航海をおこなった。その際にオスロに寄航したアドミラル・シェーアをB-17爆撃機が攻撃しようとしたが失敗に終わった。9月23日、アドミラル・シェーアは戦艦ティルピッツ、軽巡洋艦ケルン、ニュルンベルク駆逐艦Z25、Z26、Z27、水雷艇T2、T5、T7、T11と共にソ連艦隊出撃阻止のためシュヴィーネミュンデからオーランド海へ出撃した。だが、ソ連艦隊は空軍の攻撃により撃破されたため艦隊は引き揚げた。

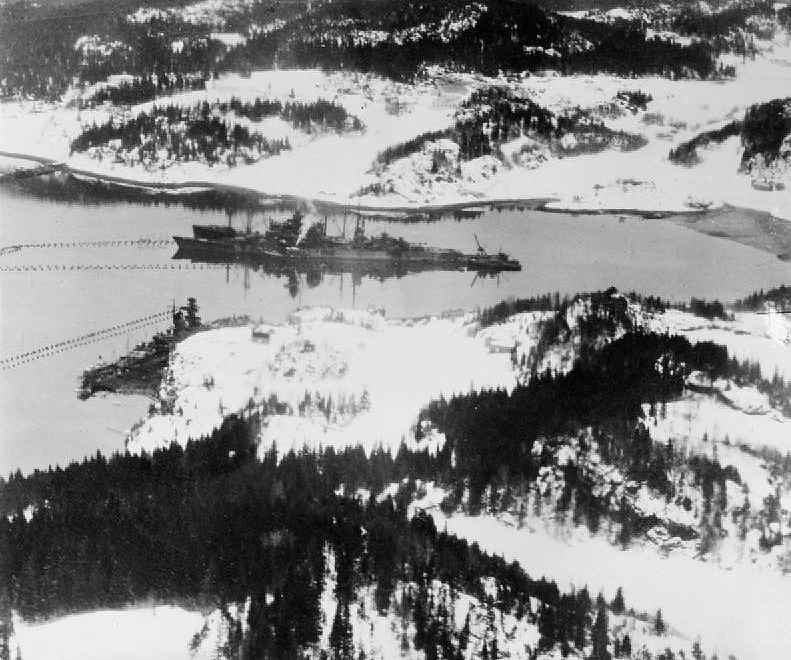
1942年にノルウェーで撮られた「アドミラル・シェーア」（左下）。上側の重巡洋艦は「プリンツ・オイゲン」

1942年2月21日、アドミラル・シェーアは重巡洋艦プリンツ・オイゲン、駆逐艦5隻と共にブルンスビュッテルを出港してノルウェーへ進出した。5月9日から10日にアドミラル・シェーアは水雷艇T5、T7とタンカーディトマルシェン(Dithmarschen)を伴ってトロンハイムからナルヴィクへと移動した。
同年7月2日、リュッツォウとPQ17船団攻撃のため出撃したが、船団が襲撃を察知して逃走を図ったため、シェーアとリュッツォウは引き返した。8月16日、アドミラル・シェーアはナルヴィクからカラ海での通商破壊に出撃した。これはヴンダーラント作戦という。作戦中アドミラル・シェーアは8月25日にはゼラニア岬を砲撃し、同日ソ連の砕氷艦アレクサンダー・シビリャコフ (SS Aleksandr Sibiryakov)を沈め、8月27日にはディクソンを攻撃して8月30日にナルヴィクに帰還した。

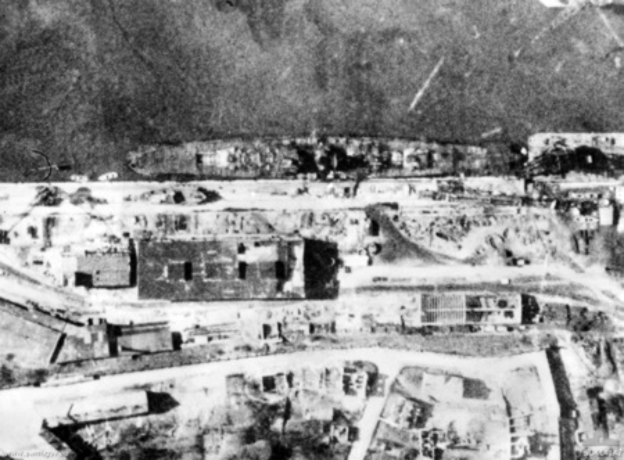
1945年にキールで撮られた「アドミラル・シェーア」。

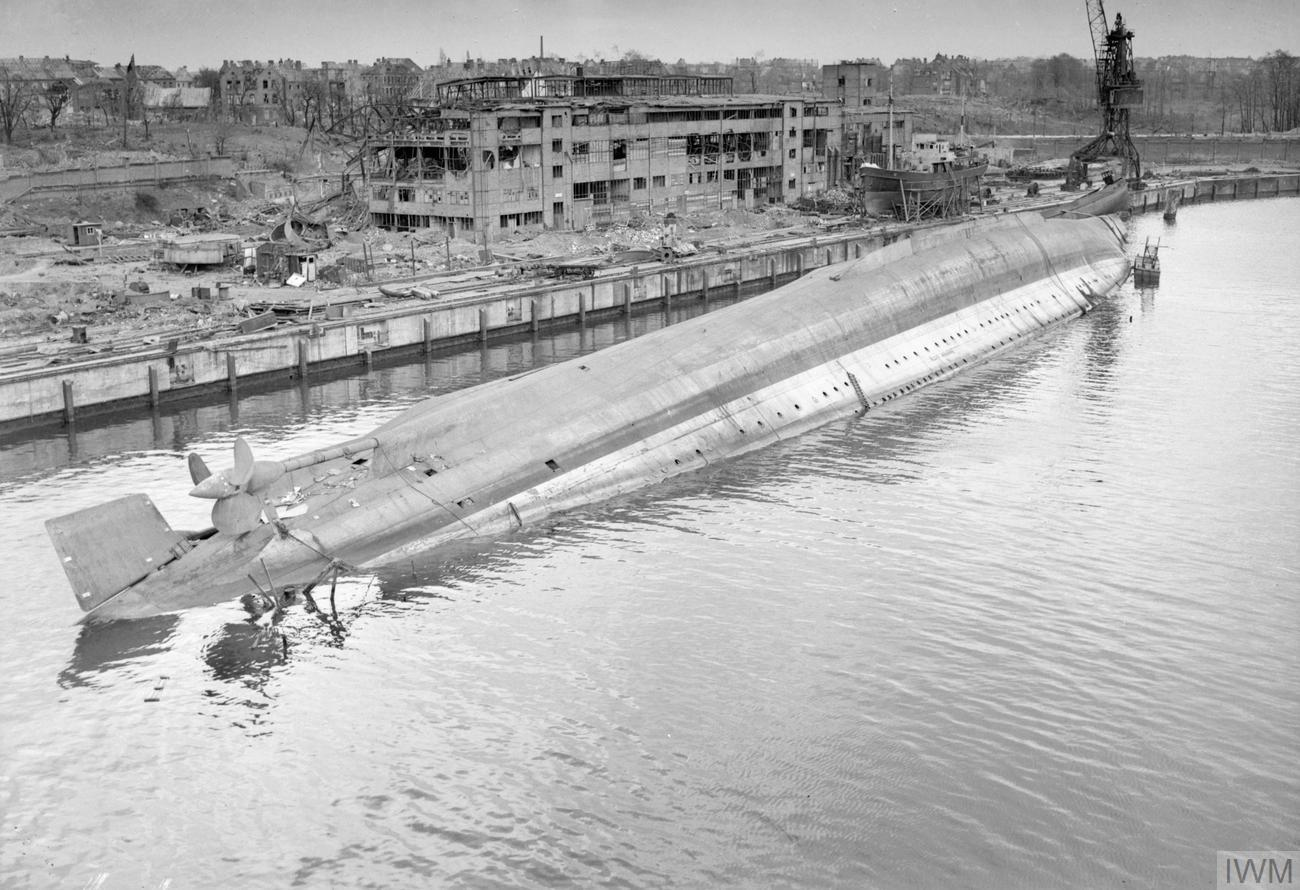
横転沈没した「アドミラル・シェーア」。

バレンツ海海戦での海軍の対応に激怒したヒトラーは、水上艦隊の解体を宣言した。そのため、ドイツ海軍総司令官エーリッヒ・レーダーは辞職したが、後任のUボート戦の司令官であったカール・デーニッツも、水上艦艇の存在の重要性を説きヒトラーの命令を事実上撤回させた。しかし、乏しくなった資源は水上艦艇より潜水艦の建造や修理に割り当てられ、制海権も制空権もないドイツ水上艦隊にはめったに出撃する機会はなかった。アドミラル・シェーアは1944年の秋季にソルブ半島で退却中のドイツ陸軍を砲撃で支援し、1945年の1月から2月を通して火力支援に従事した。3月には砲身交換のためキールに戻った。1945年4月9日の夜、300機以上のイギリス空軍機による爆撃を受けたシェーアは造船所内で横転、沈没した。大部分の乗組員は陸上に移っていたが、32名が戦死した。戦後は造船所を埋めて駐車場を作るため、船体の上部を解体した。残った部分は瓦礫の下に埋まっている。

## 艦長
| 1934年11月12日 - 1936年9月21日  | 海軍大佐 ヴィルヘルム・マルシャル |
| 1936年9月22日 - 1938年10月30日  | 海軍大佐 オットー・チリアクス     |
| 1938年10月31日 - 1939年10月24日 | 海軍大佐 Hans-Heinrich Wurmbach   |
| 1939年10月31日 - 1940年2月4日   | 海軍大佐 Theodor Krancke          |
| 1940年6月17日 - 1941年6月3日    | 海軍大佐 Theodor Krancke          |
| 1941年6月12日 - 1942年11月28日  | 海軍大佐 Wilhelm Meendsen-Bohlken |
| 1942年11月29日 - 1943年1月31日  | 海軍中佐 Ernst Gruber (代理)      |
| 1943年2月1日 - 1944年4月4日     | 海軍大佐 Richard Rothe-Roth       |
| 1944年4月5日 - 1945年4月9日     | 海軍大佐 Ernst-Ludwig Thienemann  |